# Platon Zacharčuk
Platon Platonovič Zacharčuk (in russo Платон Платонович Захарчук?; Naberežnye Čelny, 10 settembre 1972) è un allenatore di calcio ed ex calciatore russo, di ruolo portiere.

## Palmarès

### Giocatore

#### Competizioni nazionali
- Pervenstvo Futbol'noj Nacional'noj Ligi: 1

Sokol Saratov: 2000